# Damián Batallini
Damián Iván Batallini (ur. 24 czerwca 1996 w Don Torcuato) – argentyński piłkarz występujący na pozycji skrzydłowego, od 2023 roku zawodnik Colónu.